# Moesdorf
Moesdorf är en ort i Luxemburg.   Den ligger i distriktet Luxemburg, i den centrala delen av landet, 17 kilometer norr om huvudstaden Luxemburg. Moesdorf ligger 224 meter över havet och antalet invånare är 353.
Terrängen runt Moesdorf är varierad. Moesdorf ligger nere i en dal.  Runt Moesdorf är det ganska tätbefolkat, med 149 invånare per kvadratkilometer.. Närmaste större samhälle är Luxemburg, 17,4 kilometer söder om Moesdorf. 
I omgivningarna runt Moesdorf växer i huvudsak blandskog.